# まつだい「農舞台」
まつだい「農舞台」（まつだい「のうぶたい」）は、新潟県十日町市松代3743-1にある現代美術を収蔵した美術館・郷土資料館。正式名称はまつだい雪国農耕文化村センター「農舞台」。2003年開催の第2回大地の芸術祭 越後妻有アートトリエンナーレに合わせて建設された。城山を含めた周辺一帯がまつだい「農舞台」フィールドミュージアムとなっている。

## 概要

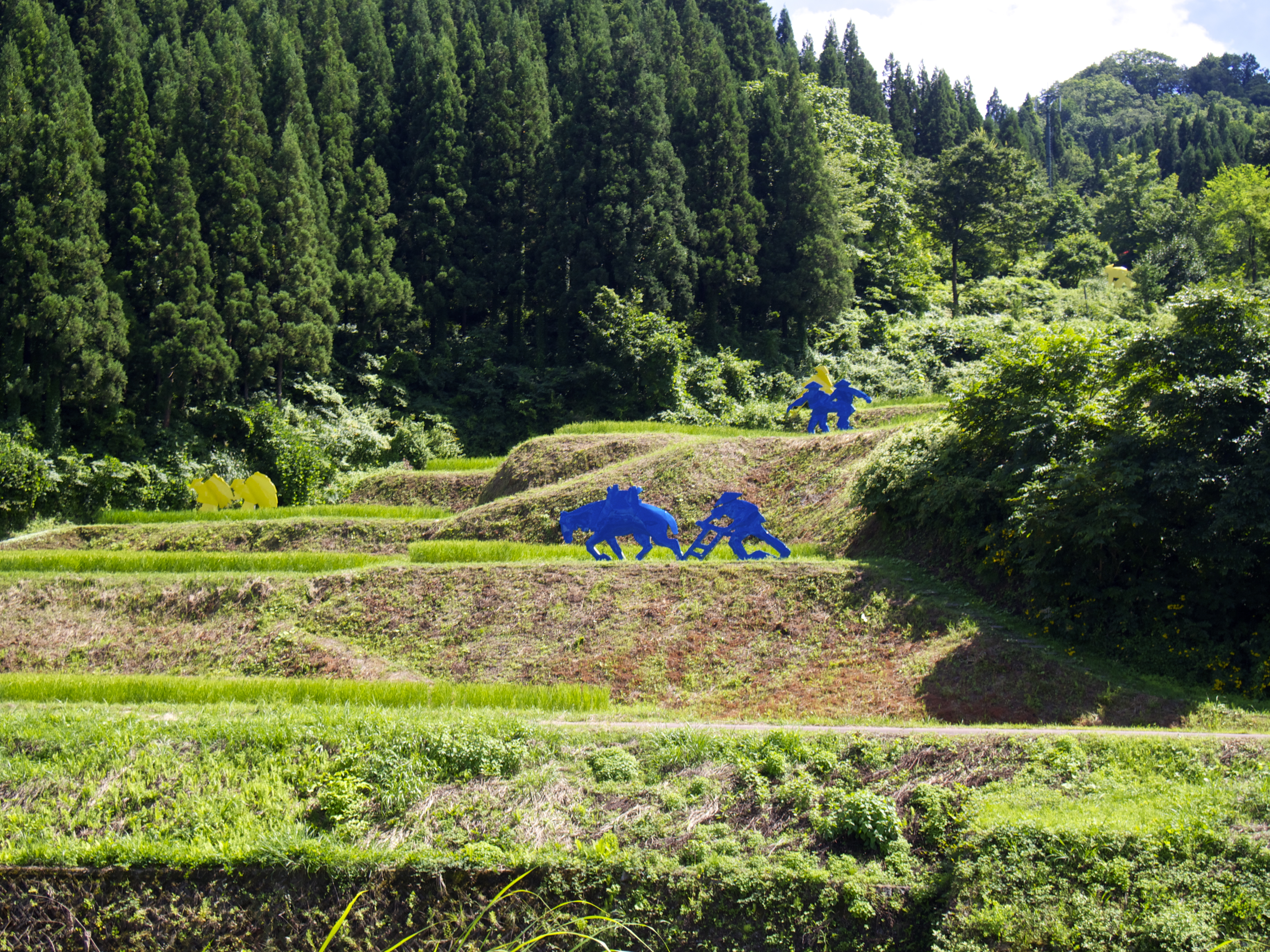
イリヤ&エミリア・カバコフの恒久作品「棚田」

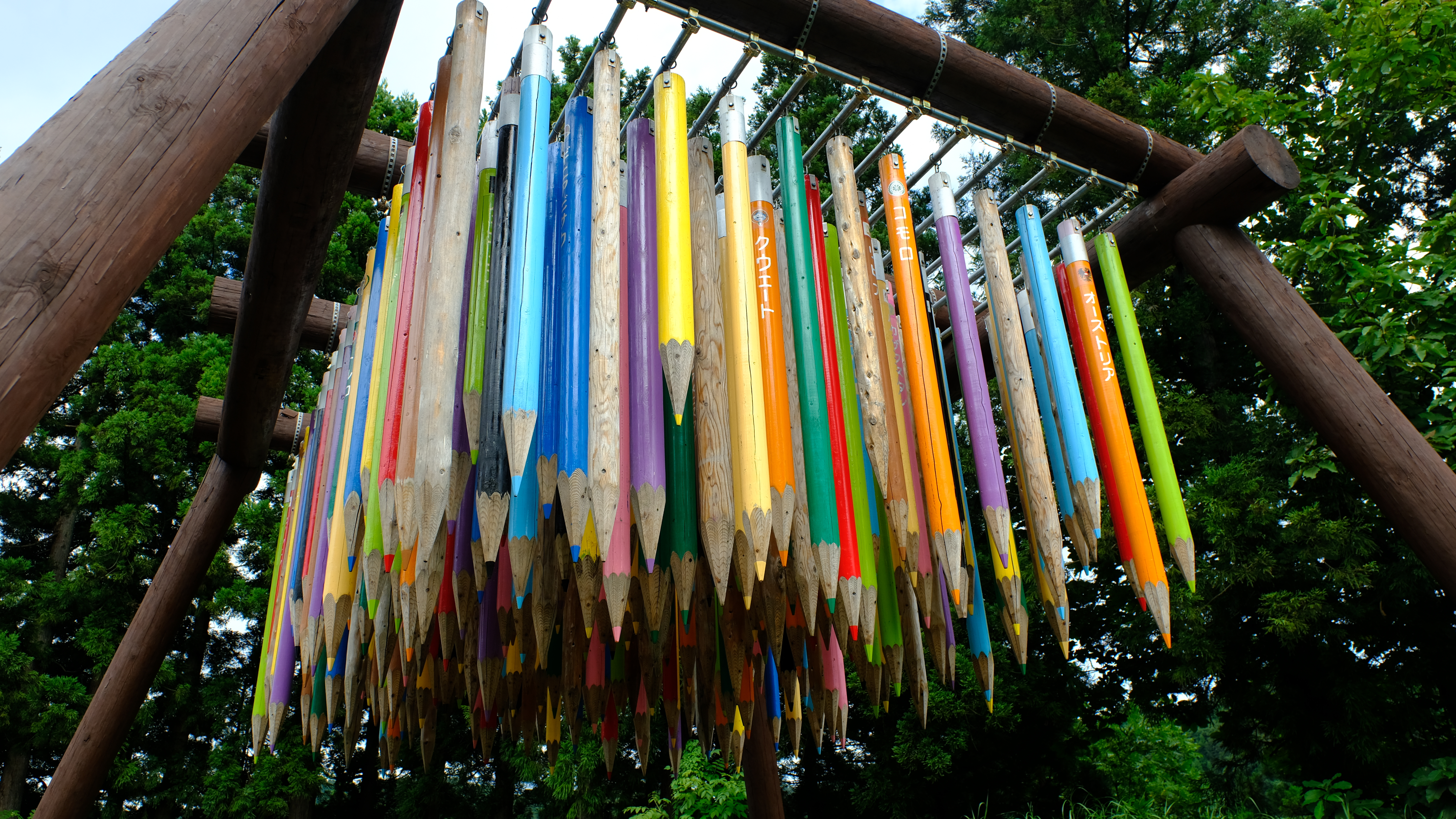
フィールドミュージアム内の恒久作品「リバース・シティ」。2009年に制作された。

「都市と農村の交換」というテーマのもと、地域の資源を発掘し発信する総合文化施設。食、買い物、イベント、体験などのプログラムを通して、まつだいの雪国農耕文化を体感できる。 また、建物や部屋それ自体が、複数の作家がデザインしたアート作品になっており、館内を巡るだけで現代美術を体感できる。周辺に広がる里山には、草間彌生「花咲ける妻有」をはじめ、世界的なアーティストの作品が点在しており、里山の大地に映える色彩豊かな造形、現代アートの魅力を里山の四季と共に堪能できる。大地の芸術祭 越後妻有アートトリエンナーレの6つのエリアのひとつである「松代エリア」の拠点として観光客を集めている。
南側にある城山をはじめ、周辺の屋外にも作品が数多く展示されており、2021年7月にはこれらを含めて『まつだい「農舞台」フィールドミュージアム』の名称でリニューアルオープンした。

## 併設施設
- レストラン「越後まつだい里山食堂」
- まつだい郷土資料館（館外敷地内） - 池尻地内にあった昭和10年頃建築の民家を譲り受けて開館した郷土資料館で、2009年に現在地へ移転した[4]。
- 松代城展望台 - 城山の上に設けられ、内部ではアート作品を鑑賞できる。

## 開館情報
- 開館時間：10:00-17:00
- 休館日：火・水曜日
- 入館料： まつだい「農舞台」フィールドミュージアム全体を鑑賞できる鑑賞券のほか、農舞台+資料館券や松代城単体の券などが販売される[5]。

## 交通アクセス
- 北越急行ほくほく線「まつだい駅」直結。時期によっては周辺の作品鑑賞用にレンタサイクルやシャトルバスなどの二次交通が実施される[5]。